# إميل إميل لحود
إميل إميل لحود (21 يناير 1975)، رجل أعمال وسياسي ورياضي لبناني وهو نجل الرئيس الأسبق للجمهورية إميل لحود.

## النشأة
هو الابن البكر للرئيس إميل لحود وزوجه أندريه أمدوني، وُلد في بعبدات .

## الدراسة
تلقى علومه الثانوية في مدسة الأي سي في بيروت، ثم التحق بجامع NDU في بيروت أيضا وفي العام 1993 انتقل إلى الجامعة اللبنانية الأمريكية، حيث حاز في العام 1997 على شهادة في الإدارة والتسويق منها. بعدها درس العلوم السياسية، الاقتصاد و الشئون الاجتماعية من الجامعة الأمريكية اللبنانية.

## في السياسة
انتخب نائبا لدورة واحدة في العام 2000 عن دائرة المتن في جبل لبنان.

## عمله
أسس في العام 1999 شركة (R & L)التي تعمل في مجال الميديا والإعلانات.

## الحالة الاجتماعية
متزوج وله ولد (إميل إميل إميل لحود) وبنت (إمّا لحود)

## في الرياضة
من هواة رياضة السباحة وقد شارك في العامين 1988 و 1992 في مسابقة دورة الألعاب الأولمية الصيفية.

## روابط خارجية
- إميل إميل لحود على موقع أوليمبيديا (الإنجليزية)